# Comté de Wetzel
Le comté de Wetzel est un comté des États-Unis situé dans l’État de Virginie-Occidentale. En 2000, la population était de 17 693 habitants. Son siège est New Martinsville. Sa frontière nord est une partie de la ligne Mason-Dixon. Il a été formé en 1846 et doit son nom à Lewis Wetzel, garde-frontière et combattant des Amérindiens.

## Principales villes
- Hundred
- Littleton
- New Martinsville
- Paden City (en partie)
- Pine Grove
- Smithfield